# شرطة السويد
سلطة الشرطة السويدية (بالسويدية: Polismyndigheten)، هي قوة الشرطة الوطنية (Polisen) في السويد، تأسست أول قوة شرطة حديثة في السويد في منتصف القرن التاسع عشر، وظلت الشرطة سارية المفعول تحت سيطرة الحكومة المحلية حتى عام 1965، عندما تم تأميمها وأصبحت مركزية بشكل متزايد، لتنظم أخيرًا تحت سلطة واحدة في 1 يناير 2015. بالتزامن مع هذا التغيير، شكل جهاز الأمن السويدي وكالته الخاصة. تم إنشاء السلطة الجديدة لمعالجة أوجه القصور في تقسيم الواجبات والمسؤوليات، ولتسهيل مطالبة الحكومة بمزيد من المساءلة. تم تنظيم الوكالة في سبع مناطق شرطة وثماني إدارات وطنية. إنها واحدة من أكبر الوكالات الحكومية في السويد، حيث تضم أكثر من 28500 موظف، منهم ضباط شرطة يمثلون ما يقرب من 75 في المائة من الموظفين في عام 2014.